# Adelino Delduque da Costa
Adelino Delduque da Costa OC • CvA • OA • ComA • GOA • OSE (Viana do Castelo, 10 de junio de 1889-Lisboa, 25 de junio de 1953 ) fue un militar portugués, administrador colonial y escritor, coronel de infantería del ejército portugués. miembro del Cuerpo Expedicionario Portugués, jefe de Estado Mayor de la India Portuguesa y Gobernador del Distrito de Daman.

## Biografía
Nació en la Rua de São Sebastião de Viana do Castelo, actualmente Rua Manuel Espregueira, en el seno de una de las familias más destacadas de la ciudad. Estudió en el Real Colégio Militar y en la Escola Politécnica de Lisboa, y completó el curso de Infantería en la Escola do Exército. Sirvió como alférez en la Guardia Republicana y formó parte del Estado Mayor de la V Brigada del Cuerpo Expedicionario Portugués en la Primera Guerra Mundial como teniente del Batallón de Infantería n.º 10. Fue elogiado en la orden de servicio de campo y luchó en la Batalla de La Lys, siendo hecho prisionero por las tropas alemanasel 9 de abril de 1918. Durante ocho meses y medio de cautiverio, escribió en forma de diario entre los campos de Rastatt y Breesen sus Notas sobre el cautiverio, uno de los relatos más vívidos de los hechos que siguieron a la derrota portuguesa, así como de las precarias condiciones en el que los oficiales portugueses encarcelados en Alemania. Finalmente, desembarcó en Lisboa el 17 de enero de 1919.
Alrededor de la década de 1930, se reencontró en la administración colonial del Estado da India con João Carlos Craveiro Lopes, entonces gobernador general, con quien había entablado una estrecha amistad en el Cuerpo Expedicionario portugués. Fue nombrado Gobernador del Distrito de Damão en 1932, y en 1934, ascendido a jefe de Estado Mayor de la India Portuguesa y destinado a Nova Goa, donde fue profesor en el Liceu Central de Afonso de Albuquerque y realizó una importante tarea de publicidad como miembro del Instituto Vasco da Gama y de la Comisión de Arqueología de la India Portuguesa. Su interés por las relaciones culturales indo-portuguesas lo llevó a viajar, investigar y publicar varios libros y artículos didácticos sobre historia, geografía, economía y tradiciones locales, de gran valor para fortalecer el entendimiento colonial. Después de más de diez años de servicio militar, político y cultural en la India portuguesa, regresó a Portugal en 1941. Restablecido en Lisboa, enseñó en el Colégio Militar y en el Instituto dos Pupilos do Exército, hasta que se convirtió en coronel de reserva de la Infantería del Ejército portugués en 1948.
Era hijo de Adelino Delduque da Costa, diputado a la Asamblea Vianense; bisnieto del pionero António Correia Pinto de Macedo, Capitán General del Sertão de Curitiba y Vila de Lages con la misericordia de Hábito de Cristo, fundador de la ciudad brasileña de Lages; suegro de Boaventura Pereira Gonçalves (OA • ComA), Capitán de Mar y de Guerra de la Armada Portuguesa y Director de Instrucción de la Escuela Naval ; tío de Miguel Barca del Duque (CG • CDRMM • MC • PSH • CSH), Comandante de Artillería combatiente en varias de las batallas más importantes de la Guerra civil española ; y abuelo de António Delduque Pereira Gonçalves (MPMM • MOCE • MPCE ) y su hermano João Adelino Delduque Pereira Gonçalves, Capitanes de Mar y Guerra de la Armada Portuguesa.

## Decoraciones
- Caballero de la Orden Militar de Avis (5 de octubre de 1922).[7]
- Oficial de la Orden Militar de Avis (14 de septiembre de 1925).[8]
- Oficial de la Orden Militar de Sant'Iago da Espada (5 de octubre de 1930).[7]
- Oficial de la Orden Militar de Cristo (27 de octubre de 1934).[7]
- Comandante de la Orden Militar de Avis (17 de julio de 1941).[7]
- Gran Oficial de la Orden Militar de Avis (16 de febrero de 1949).[7]

## Escritos

### Libros
- Notas del cautiverio: Memorias de un prisionero de guerra en Alemania. Lisboa: J. Rodrigues & C., 1919.
- Diu: breve noticia histórica y descriptiva. Lisboa: J. Rodrigues, 1928.
- El intento de reconstruir Goa en 1777. Nueva Goa: Prensa Gonçalves, 1932.
- Los portugueses y los reyes de la India. Bastorá: Tipografía Rangel, 1933.
- La aclamación de D. João IV en la India. Bastorá: Tipografía Rangel, 1940.

## Artículos
- Los sacerdotes matemáticos en el Observatorio de Jaipur. En: El Oriente portugués, vol. 30, n.º 4, 1932, págs. 58–64.
- Portugués y Marathi: los Marathas. En: Boletim do Instituto Vasco da Gama, n.º 20, 1933, pp. 1–40.
- La India portuguesa y su situación económica. En: Portugal Colonial: revista de propaganda y expansión colonial, año 4, n.º 41, 1934, pp. 7–8.
- La posición de la Metrópoli en el comercio de importación de la India portuguesa. En: Portugal Colonial: revista de propaganda y expansión colonial, año 4, n.º 43-44, 1934, pp. 8–9.
- La Isla de Agediva. En: El mundo portugués: revista de cultura y propaganda, arte y literatura colonial, v. 3, n.º 34, 1936, págs. 393–396.
- Escuela de Amas de Casa Coloniales. En: El mundo portugués: revista de cultura y propaganda, arte y literatura colonial, v. 4, n.º 44, 1937, págs. 387–389.
- Las Minas de Oro de Manica. En: El Oriente portugués, vol. 30, n.º 23, 1939, págs. 95–117.
- El poderío marítimo portugués y su decadencia. En: Boletim do Instituto Vasco da Gama, n.º 47, 1940, pp. 20–24.
- La Aclamación de D. João IV en la India. En: Boletim do Instituto Vasco da Gama, n.º 48, 1940, pp. 1–13.
- Celebraciones del centenario en la India. En: El mundo portugués: revista de cultura y propaganda, arte y literatura colonial, v. 8, n.º 92-93, 1941, págs. 351–354.